# 121615 Marknoteware
121615 Marknoteware è un asteroide della fascia principale. Scoperto nel 1999, presenta un'orbita caratterizzata da un semiasse maggiore pari a 3,0569466 UA e da un'eccentricità di 0,2573674, inclinata di 10,49935° rispetto all'eclittica.